# Scinax alter
Scinax alter ist ein neotropischer Froschlurch aus der Familie der Laubfrösche. Innerhalb der Gattung Scinax wird die Art nach Faivovich u. a. (2005) zu der Scinax ruber-Klade gezählt.

## Beschreibung
Diese Knickzehenlaubfrosch-Art erreicht eine Kopf-Rumpf-Länge von 25–30 mm. Der Rücken ist braun-orange bis dunkelbraun mit zwei weißlichen Streifen, die den dunkleren dorsalen Teil des Körpers von den helleren Flanken trennen.

## Verbreitung
Diese in Brasilien endemische Art kommt in Küstenregionen bis zu 1000 m ü. NN von Bahia bis Rio Grande do Sul vor.

## Lebensraum und Ökologie
Scinax alter ist eine Offenlandart, die in Grasland und auf Viehweiden vorkommt. Man findet diesen Anuren in Vegetation, die über stehenden Gewässern hängt. Laichgewässer können sowohl temporär als auch permanent sein.

## Gefährdung
Die IUCN listet Scinax alter als „nicht gefährdet“ (Least Concern). Seine weite Verbreitung und die Tatsachen, dass die Art ein breites Spektrum von Habitaten annimmt, die Gesamtpopulation einen stabilen Trend zeigt und genügend groß geschätzt wird, begründen dies. Die Bearbeiter sehen es als unwahrscheinlich an, dass die Bestände der Art schnell genug abnehmen können, um eine höhere Gefährdungsstufe zu rechtfertigen. Zudem kommt die Art in ihrem Verbreitungsgebiet in vielen Schutzgebieten vor und es sind keine speziellen Gefährdungsgründe bekannt.

## Systematik und Taxonomie
Wie die meisten Arten der Knickzehenlaubfrösche wurde Scinax alter zuerst zur Gattung Hyla gestellt. Dort wurde er als Unterart des Roten Knickzehenlaubfroschs (damals Hyla rubra) angesehen. Später wurde die Gattung Hyla aufgeteilt und die Art kam zur Gattung Ololygon. Nachdem sich die Priorität des Namens Scinax gegenüber dem im selben Jahr publizierten Namen Ololygon herausgestellt hatte, erhielten alle bis dahin zu dieser Gattung gezählten Frösche den Gattungsnamen Scinax.
Synonyme:
- Hyla rubra orientalis Lutz, 1968
- Hyla rubra altera Lutz, 1973
- Ololygon altera Carvalho e Silva & Peixoto, 1991
- Scinax altera Pombal, Haddad & Kasahara, 1995

Alves & Carvalho-e-Silva berichtigten 2002 die Endung des Epithetons von altera auf alter.